# Lythria grisearia
Lythria grisearia är en fjärilsart som beskrevs av Obraztsov 1934. Lythria grisearia ingår i släktet Lythria och familjen mätare. Inga underarter finns listade i Catalogue of Life.